# Aristokles (Bildhauer, 4. Jahrhundert v. Chr.)
Aristokles (altgriechisch Ἀριστοκλῆς) war wahrscheinlich ein griechischer Bildhauer, der zu Beginn des 4. Jahrhunderts v. Chr. tätig war.
Aristokles war 398 v. Chr. in Athen tätig. Inschriftlich ist überliefert, dass er in diesem Jahr das Relief an der Basis der von Phidias geschaffenen Statue der Athena Parthenos restaurierte. Möglicherweise ist er mit einem anderen Bildhauer desselben Namens identisch, der in der zweiten Hälfte des 5. Jahrhunderts v. Chr. in Olympia tätig war.

## Belege
1. ↑  Inscriptiones Graecae II² 1388, Zeile 64–65.

| Personendaten    | Personendaten             |
| ---------------- | ------------------------- |
| NAME             | Aristokles                |
| ALTERNATIVNAMEN  | Ἀριστοκλῆς                |
| KURZBESCHREIBUNG | altgriechischer Bildhauer |
| GEBURTSDATUM     | 5. Jahrhundert v. Chr.    |
| STERBEDATUM      | 4. Jahrhundert v. Chr.    |